# Corydalis auricilla
Corydalis auricilla är en vallmoväxtart som beskrevs av Lidén och Z. Y. Zu. Corydalis auricilla ingår i släktet nunneörter, och familjen vallmoväxter. Inga underarter finns listade i Catalogue of Life.